# Fräkenkärret
Fräkenkärret este o arie protejată (arie specială de conservare — SAC, sit de importanță comunitară — SCI, arie de protecție specială avifaunistică — SPA) din Suedia întinsă pe o suprafață de 140,9 ha, integral pe uscat.

## Localizare
Centrul sitului Fräkenkärret este situat la coordonatele 58°55′36″N 17°11′43″E / 58.9268°N 17.1953°E.

## Înființare
Situl Fräkenkärret a fost declarat sit de importanță comunitară în decembrie 1998 pentru a proteja 1 specie de plante și 5 specii de animale. Alte tipuri de protecție:
- arie de protecție specială avifaunistică (în decembrie 1998)[2]
- arie specială de conservare (în martie 2011)[1][3][4]

## Biodiversitate
Situată în ecoregiunea boreală, aria protejată conține 4 habitate naturale: Lacuri și iazuri distrofice naturale, Taiga vestică, Mlaștini turboase de tranziție și turbării mișcătoare, Mlaștini împădurite.
La baza desemnării sitului se află mai multe specii protejate:
- plante (1): Buxbaumia viridis
- păsări (4): cocoșul de mesteacăn (Bonasa bonasia), ciocănitoare neagră (Dryocopus martius), cocor (Grus grus),  cocoș de munte (Tetrao urogallus)
- nevertebrate (1): Dytiscus latissimus